# Оряшкова, Мария
Мария Оряшкова (род. 12 января 1988, Пирдоп, Софийская область) — болгарская самбистка и дзюдоистка, чемпионка и призёр чемпионатов Болгарии по дзюдо, чемпионка и призёр чемпионатов Европы и мира по самбо.

## Карьера
Победительница первенства Болгарии по дзюдо среди кадетов 2004 года. Трижды побеждала на первенствах страны по дзюдо среди юниоров (2004, 2005, 2007 годы). 11-кратная чемпионка Болгарии среди взрослых (2005, 2007, 2011, 2012, 2014, 2015, 2017 и 2018 годы) и 3-кратный бронзовый призёр чемпионатов страны (2004, 2009, 2010) по дзюдо. Победительница и призёр международных турниров. 10-кратная чемпионка Европы (2006—2012, 2015, 2017, 2019) и серебряный призёр (2004) по самбо. Победительница Европейских игр 2019 года в Минске в соревнованиях по самбо. 5-кратная чемпионка мира (2006, 2008, 2009, 2016, 2019), 5-кратный серебряный (2007, 2013—2015, 2018) и 3-кратный бронзовый (2010, 2011, 2017) призёр чемпионатов мира по самбо.

## Спортивные результаты
- Чемпионат Болгарии по дзюдо 2004 — ;
- Чемпионат Болгарии по дзюдо 2005 — ;
- Чемпионат Болгарии по дзюдо 2007 — ;
- Чемпионат Болгарии по дзюдо 2009 — ;
- Чемпионат Болгарии по дзюдо 2010 — ;
- Чемпионат Болгарии по дзюдо 2011 — ;
- Чемпионат Болгарии по дзюдо 2012 — ;
- Чемпионат Болгарии по дзюдо 2014 — ;
- Чемпионат Болгарии по дзюдо 2015 — ;
- Чемпионат Болгарии по дзюдо 2017 — ;
- Чемпионат Болгарии по дзюдо 2018 — ;